# Metriocnemus atratulus
Metriocnemus atratulus är en tvåvingeart som först beskrevs av Zetterstedt 1850.  I den svenska databasen Dyntaxa används istället namnet Metriocnemus corticalis. Metriocnemus atratulus ingår i släktet Metriocnemus och familjen fjädermyggor. Arten är reproducerande i Sverige. Inga underarter finns listade i Catalogue of Life.